# Ниритц, Карл Густав
Карл Густав Нириц, Густав Ниритц, ранее известен как Густав Нириц (нем. Karl Gustav Nieritz, 2 июля 1795 года, Дрезден — 16 февраля 1876 года, Дрезден) — популярный народный и детский писатель в Германии. По профессии педагог.
Из ЭСБЕ: «Известен многочисленными рассказами для народа и юношества, отличающимися теплотой чувства, занимательностью фабулы и назидательностью; до сих пор они причисляются к лучшим в немецкой литературе беллетристическим произведениям для детей старшего возраста. Они выходили сериями: „Jugendbibliothek“, „Jugendschriften“ и т. д. Выборка из них, в 28 тт., вышла в Лейпциге в 1890—92 гг. Большой популярностью пользовался и его „Deulscher Volkskalender“ (с 1850). Ср. его „Selbstbiographie“ (Лпц., 1872)».

## Биография
В 1831 году старший учитель в школе для бедных на Кекбруннен. Год спустя старший учитель в гимназии Кройцшуле, на должности своего отца. После реорганизации системы школьного образования в 1841 году — директор школы в Дрезденском Антонштадте.
Подал прошение об уходе на пенсию в 1854 году и с тех пор полностью посвятил себя писательской деятельности.
Умер в родном Дрездене 16 февраля 1876 года в возрасте 80 лет.
Могила находится на Внутреннем кладбище Нойштадта.

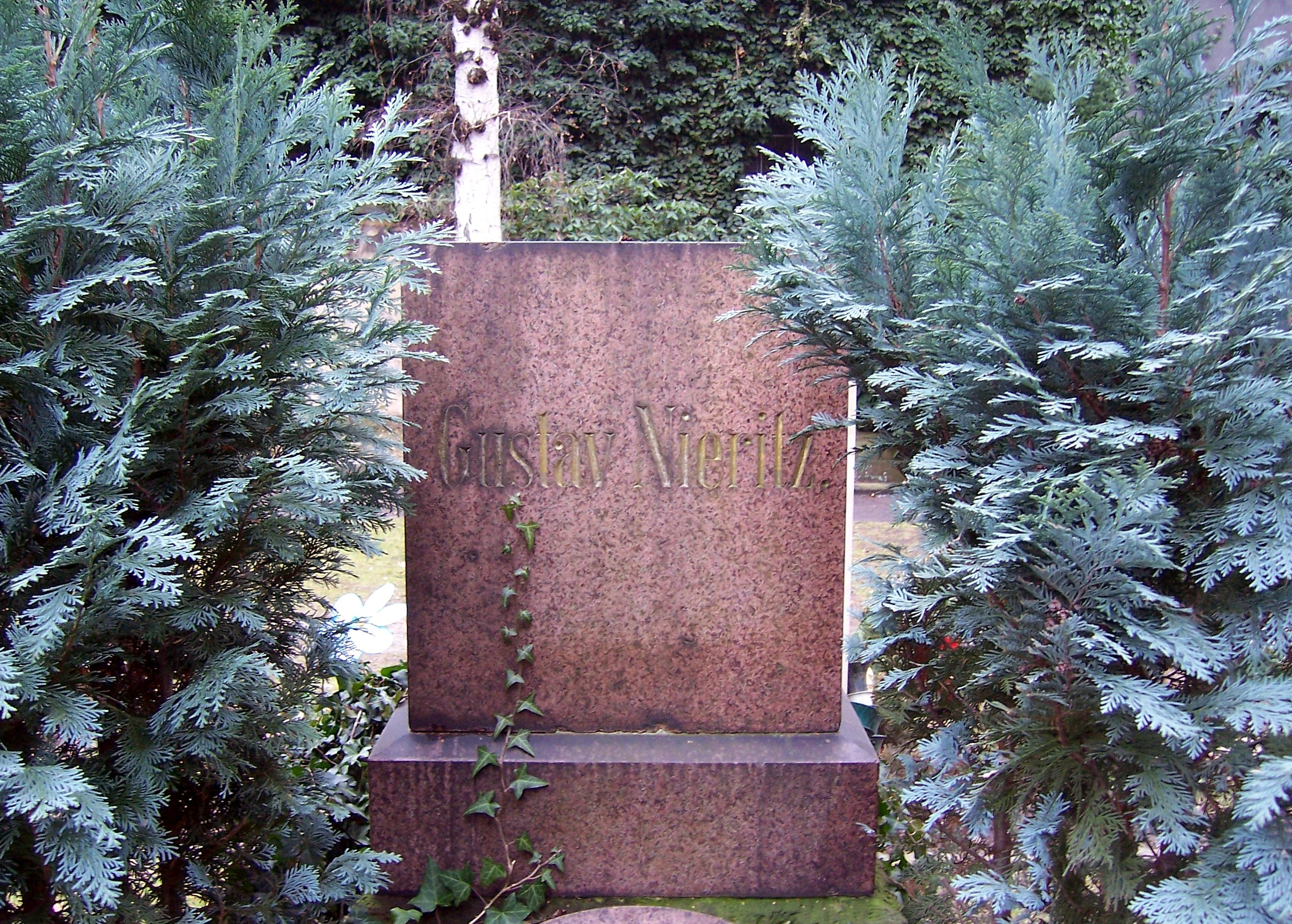
Могила Карла Густава Ниритца

### Семья
Из семьи педагогов. Отец Карл Готлиб Ниритц (1764—1828) был директором и старшим учителем школы для бедных в Дрезден-Нойштадте. Мать Йоханна Ниритц (1772—1848), урождённая Беттчер, была учительницей в школе для бедных в Дрезден-Нойштадте. Тайный правительственный советник, профессор и директор Эдуард Теодор Беттчер (1829—1893) был двоюродным братом Ниритца.
У Ниритца было восемь детей, только двое из которых пережили его.

## Сочинения
- Материнская любовь, или Опасности великого города : Повесть Нирица. — Санкт-Петербург : Лермантов и К°, 1862. — 171 с.; 14. — (Библиотека избранных романов и повестей переводных; 26)
- Бетти и Томс, или Доктор Еннер и его открытие : Нравоучительная повесть для детей и родителей / [Густав Ниритц]; Пер. с нем. С.П. — Дерпт : тип. И. Шюнмана, 1835. — [4], 125 с., 5 л. ил.; 19
- У всякого свой конек : Повесть Густава Нирица : Пер. с нем. — Москва : О-во распростр. полезных кн., 1870. — 134 с.
- Вильгелм Телль : Ист. рассказ Густава Нирица : Пер. с нем. — [2-е изд., перепеч. без изм. с 1-го изд…. — Санкт-Петербург ; Москва : М. О. Вольф, ценз. 1904 (Санкт-Петербург). — [2], 122 с., 1 л. фронт. (ил.), 5 л. ил.; 20.

- Das Pomeranzen-Bäumchen. 1830.
- Der kleine Bergmann oder: Ehrlich währt am längsten. 1834.
- Der Riesenstiefel oder Die Glücksspieler. Abenteuer aus dem Gewerbsleben. 1834.
- Alexander Menzikoff, oder: Die Gefahren des Reichthums. 1834.
- Betty und Toms, oder: Doktor Jenner und seine Entdeckung. 1834.
- Die Wunderpfeife, oder: Die Kinder von Hameln. Ein Märchen. 1835.
- Der Druckfehler. Erzählung. 1835.
- Der Abenteuer wider Willen. Eine Erzählung aus unsrer ereignissreichen Zeit. 1837.
- Der junge Trommelschläger. 1838.
- Das vierte Gebot oder die ungleichen Brüder. 1840.
- Seppel, oder der Synagogenbrand zu München. 1841.
- Sächsischer Volkskalender : für das Jahr … Wigand, Leipzig 1842—1877.
- Das wüste Schloss, oder Harter Kampf — schöner Sieg. 1844.
- Georg Neumark und die Gambe, oder Wer nur den lieben Gott läßt walten. 1844.
- Mutterliebe und Brudertreue oder Die Gefahren einer großen Stadt. 1844.
- Das Strandrecht. 1845.
- Der Schmied von Ruhla. Eine Erzählung a.d. Geschichte des 12. Jahrhunderts. 1845.
- Der kleine Eskimo und die Trompete, oder: Wer ist mein Nächster? 1845.
- Gustav Wasa oder König und Bauer. Eine Erzählung aus der 1. Hälfte des 16. Jahrhunderts. 1846.
- Die Steckenpferde oder Des Verrathes Lohn. Eine Erzählung nach geschichtlichen Tatsachen. 1846.
- Drei Mütter zu einem Kinde. 1846.
- Die Großmutter. 1847.
- Die Hunnenschlacht. Eine geschichtliche Erzählung aus dem zehnten Jahrhundert. 1847.
- Die Bären von Augustusburg. Eine Erzählung aus der sächsischen Geschichte des 18. Jahrhunderts. 1847.
- Eine freie Seele oder Jugendliche Irrfahrten. 1849.
- Der Quäker. 1849.
- Pompeji’s letzte Tage. 1850.
- Der Richter oder Zürnet und sündigt nicht. 1850.
- Der Königstein oder Der neue Hiob. 1850.
- Die Nachbarn. 1851.
- Jacob und seine Söhne oder Die Macht des Gewissen. 1851
- Führe uns nicht in Versuchung oder Wer macht die Welt zum Jammerthal? 1851.
- Erlöse uns von dem Übel. 1851.
- Die Ausgestossene. Eine Erzählung aus dem 14. Jahrhundert. 1851.
- Traugott und Hannchen. 1852.
- Störsteffen und sein Sohn oder Stolz und Liebe. 1852.
- Der Prinzenraub. 1852.
- Wie ich zum Schriftstellern kam. 1857.
- Potemkin oder Herr und Leibeigener. Eine Erzählung aus dem 18. Jahrhundert. 1859.
- Eloha oder Das Schaf der Armen. 1859.
- Die Unglückstage der Stadt Leyden. Geschichtliche Erzählung aus dem 16. Jahrhundert. 1860.
- Der König und der Müller. Eine geschichtliche Erzählung aus der zweiten Hälfte des 18. Jahrhunderts. 1860.
- Die Pulververschwörung oder Die Brüder. Eine geschichtliche Erzählung. 1860.
- Wilhelm Tell. Eine geschichtliche Erzählung aus dem 14. Jahrhundert. 1861.
- Der Quell des Glücks. 1861.
- Der Goldkoch. Oder: die Erfindung des Porzellans. 1853.
- Selbstbiographie. 1872.

## Память

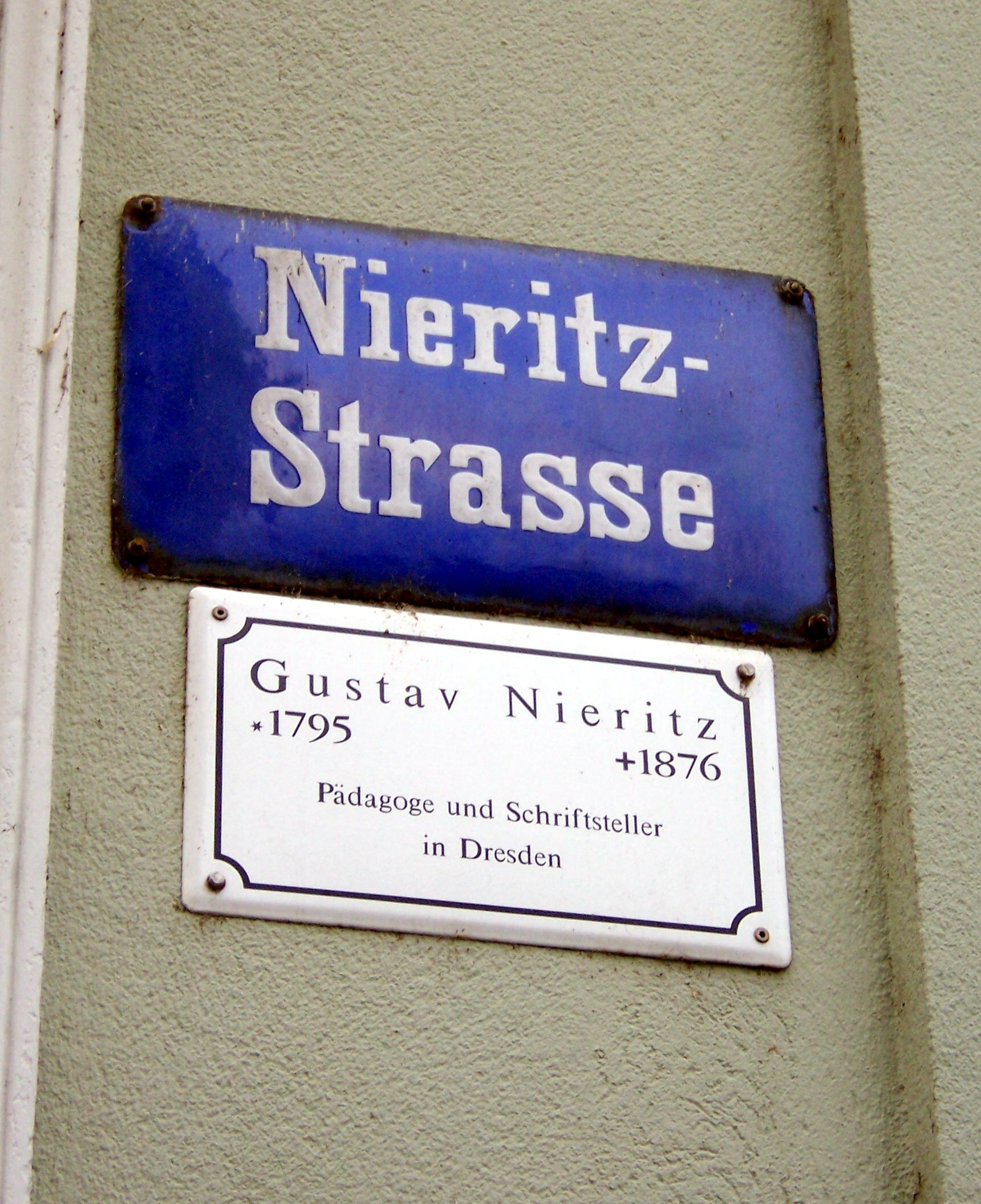
Дорожный указатель на улице Ниритц-штрассе в Дрездене с биографической информацией

В память об известном дрезденском писателе названа улица в Дрездене Ниритц-штрассе

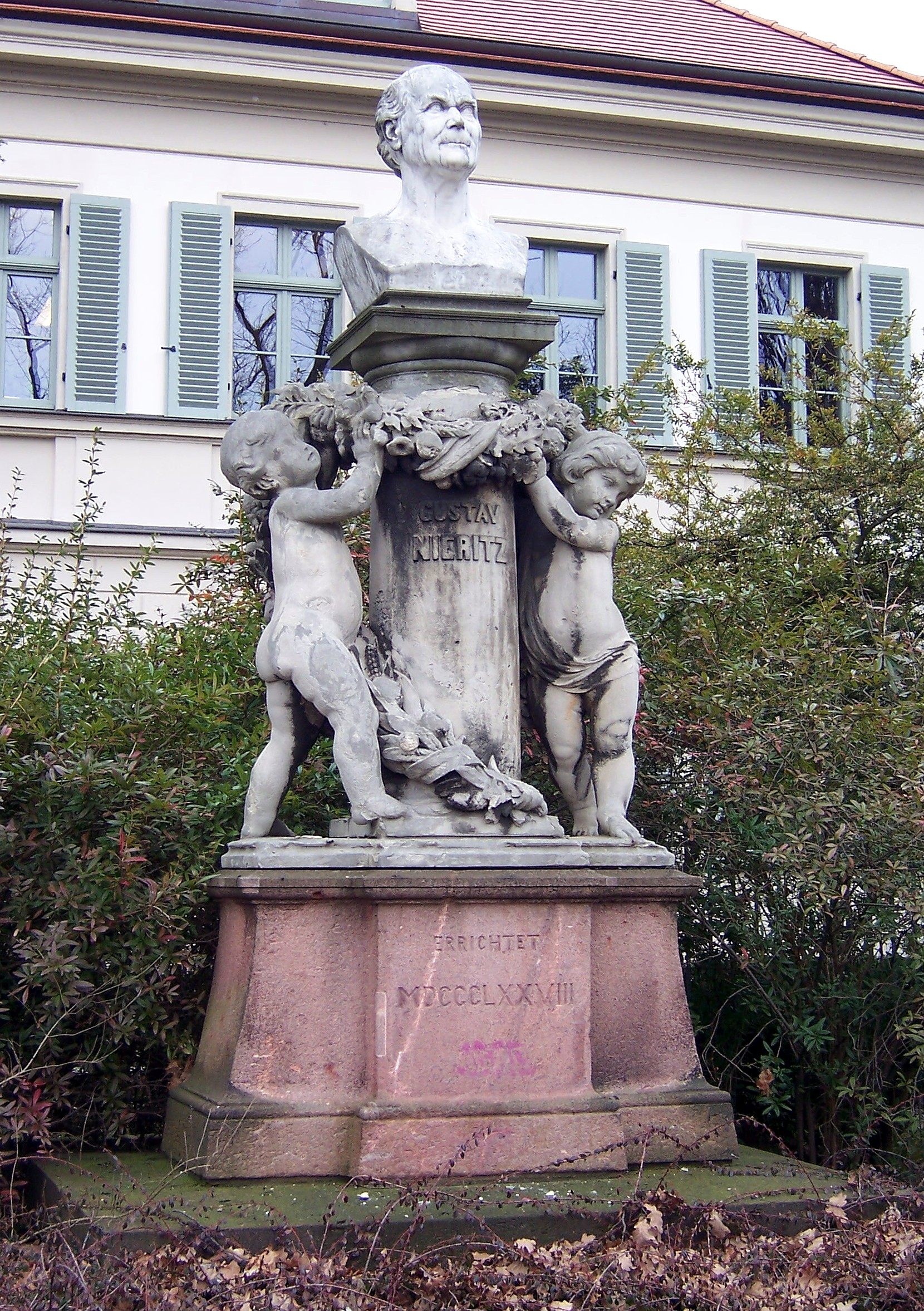
Памятник Ниритцу в Дрездене

В месте слияния улицы Ниритц-штрассе  с улицей Терезиенштрассе во Внутреннем Нойштадте установлен памятник, созданный Густавом Адольфом Китцем между 1876 и 1878 годами. Представляет собой мраморный бюст писателя на гранитной колонне и украшенной венками. Вокруг колонны движутся две путти, держащие венки. На постаменте и колонне биографическая информация